# Nathan Knight
Nathan Solomon Kapahulula Knight (Syracuse, 20 settembre 1997) è un cestista statunitense, professionista nella NBA con i Minnesota Timberwolves.

## Statistiche

### NCAA
| Anno      | Squadra            | PG  | PT | MP   | TC%  | 3P%  | TL%  | RP   | AP  | PRP | SP  | PP   |
| --------- | ------------------ | --- | -- | ---- | ---- | ---- | ---- | ---- | --- | --- | --- | ---- |
| 2016-2017 | Will. & Mary Tribe | 31  | 5  | 17,2 | 57,8 | 16,7 | 59,4 | 4,4  | 1,1 | 0,4 | 1,3 | 8,2  |
| 2017-2018 | Will. & Mary Tribe | 31  | 30 | 28,7 | 57,5 | 30,6 | 76,9 | 7,3  | 2,2 | 0,6 | 2,0 | 18,5 |
| 2018-2019 | Will. & Mary Tribe | 31  | 31 | 30,6 | 57,8 | 24,4 | 73,2 | 8,6  | 3,5 | 0,4 | 2,3 | 21,0 |
| 2019-2020 | Will. & Mary Tribe | 32  | 32 | 29,6 | 52,4 | 30,5 | 77,3 | 10,5 | 1,8 | 0,8 | 1,5 | 20,7 |
| Carriera  | Carriera           | 125 | 98 | 26,6 | 56,0 | 28,3 | 73,6 | 7,7  | 2,1 | 0,5 | 1,8 | 17,1 |

#### Massimi in carriera
- Massimo di punti: 39 vs Hofstra (9 febbraio 2019)[1]
- Massimo di rimbalzi: 18 vs Charleston (6 febbraio 2020)
- Massimo di assist: 7 vs Delaware (10 marzo 2019)
- Massimo di palle rubate: 3 (2 volte)
- Massimo di stoppate: 8 (2 volte)
- Massimo di minuti giocati: 44 vs Hofstra (10 gennaio 2019)

### NBA

#### Regular season
| Anno      | Squadra            | PG  | PT | MP  | TC%  | 3P%  | TL%  | RP  | AP  | PRP | SP  | PP  |
| --------- | ------------------ | --- | -- | --- | ---- | ---- | ---- | --- | --- | --- | --- | --- |
| 2020-2021 | Atlanta Hawks      | 33  | 0  | 8,5 | 37,0 | 18,2 | 80,0 | 2,2 | 0,2 | 0,3 | 0,3 | 3,8 |
| 2021-2022 | Minnesota T'wolves | 37  | 2  | 7,2 | 51,1 | 30,8 | 73,3 | 2,3 | 0,6 | 0,2 | 0,2 | 3,7 |
| 2022-2023 | Minnesota T'wolves | 38  | 0  | 7,7 | 56,8 | 36,4 | 68,4 | 1,5 | 0,3 | 0,3 | 0,2 | 3,7 |
| Carriera  | Carriera           | 108 | 2  | 7,8 | 47,6 | 26,5 | 73,8 | 2,0 | 0,4 | 0,2 | 0,2 | 3,7 |

#### Play-off
| Anno     | Squadra            | PG | PT | MP  | TC%  | 3P% | TL% | RP  | AP  | PRP | SP  | PP  |
| -------- | ------------------ | -- | -- | --- | ---- | --- | --- | --- | --- | --- | --- | --- |
| 2021     | Atlanta Hawks      | 6  | 0  | 2,3 | 28,6 | 0,0 | 0,0 | 1,0 | 0,0 | 0,0 | 0,3 | 0,7 |
| 2023     | Minnesota T'wolves | 2  | 0  | 2,5 | 25,0 | 0,0 | -   | 0,5 | 0,0 | 0,0 | 0,0 | 1,0 |
| Carriera | Carriera           | 8  | 0  | 2,4 | 27,3 | 0,0 | 0,0 | 0,9 | 0,0 | 0,0 | 0,3 | 0,8 |

#### Massimi in carriera
- Massimo di punti: 20 vs Boston Celtics (27 dicembre 2021)[2]
- Massimo di rimbalzi: 11 vs Boston Celtics (27 dicembre 2021)
- Massimo di assist: 4 vs Boston Celtics (27 dicembre 2021)
- Massimo di palle rubate: 3 vs Houston Rockets (2 volte)
- Massimo di stoppate: 2 (4 volte)
- Massimo di minuti giocati: 29 vs Boston Celtics (27 dicembre 2021)